# Шевчук Григорій Іванович
Григорій Іванович Шевчук (14 січня 1914, село Верхівці Подільської губернії, тепер Ярмолинецький район Хмельницької області — 19 жовтня 1992, місто Київ) — український радянський і компартійний діяч,  заступник голови Ради Міністрів Української РСР. Депутат Верховної Ради СРСР 4—7-го скликань, депутат Верховної Ради УРСР 8—10-го скликань. Член ЦК КПУ в 1952—1986 роках.

## Біографія
Народився в родині селянина. У 1932 році закінчив агрономічний технікум і працював агрономом радгоспу.
У 1933—1937 роках — студент Українського комуністичного сільськогосподарського університету імені Артема в місті Харкові.
Після закінчення університету в 1937 році працював заступником директора Багринівецької машинно-тракторної станції (МТС) Вінницької області. У 1937—1939 роках — служба в Червоній армії.
З 1939 року — учитель, директор Літинської середньої школи Вінницької області, пропагандист Літинського районного комітету КП(б)У Вінницької області.
Член ВКП(б) з 1940 року.
З 1941 по 1946 рік — у Червоній армії, учасник німецько-радянської війни. Служив командиром 10-ї батареї, начальником штабу 4-го дивізіону 109-ї гаубичної артилерійської бригади великої потужності 16-ї артилерійської дивізії прориву Резерву Головного Командування Південного, Північно-Західного, Брянського, Степового, 2-го Українського фронтів.
У 1946—1948 роках — секретар Літинського районного комітету КП(б)У по кадрах Вінницької області. У 1947 році закінчив заочно історичний факультет Вінницького державного педагогічного інституту.
У 1948—1950 роках — 1-й секретар Теплицького районного комітету КП(б)У Вінницької області.
У серпні (затв.) 1950 — 1 вересня 1951 року — секретар Вінницького обласного комітету КП(б)У.
1 вересня 1951 — вересень 1952 року — 1-й секретар Вінницького обласного комітету КП(б)У.
У вересні 1952 — червні 1968 року — 1-й секретар Тернопільського обласного комітету КПУ.
12 червня 1968 — 15 червня 1976 року — заступник голови Ради Міністрів Української РСР з питань торгівлі та соціального забезпечення.
У 1976—1984 роках — голова Партійної комісії при ЦК КПУ.
З 1984 року — на пенсії в Києві.

## Звання
- капітан

## Нагороди
- три ордени Леніна (11.01.1964,)
- орден Червоного Прапора (22.05.1945)
- орден Вітчизняної війни 1-го ступеня (31.05.1944)
- орден Вітчизняної війни 2-го ступеня (17.09.1943)
- орден Жовтневої Революції
- орден Трудового Червоного Прапора
- орден «Знак Пошани»
- медаль «За оборону Москви»
- медаль «За трудову доблесть»
- медалі